# Autorretrato de Durero (Prado)
El Autorretrato (en alemán, Selbstbildnis) de 1498 (también conocido como Autorretrato con guantes) es una de las obras más conocidas del pintor alemán Alberto Durero (Albrecht Dürer). Es un óleo sobre tabla, firmado y fechado, que mide 52 cm de alto y 41 cm de ancho, siendo así el más pequeño de sus autorretratos pintados. Se exhibe actualmente en el Museo del Prado de Madrid. 

## Historia
Alberto Durero, hijo de un orfebre húngaro que se estableció en Núremberg, es el máximo representante del Renacimiento en Alemania. Este Autorretrato lo pintó en 1498, un año trascendente para su carrera: es el mismo año en el que publicó su famosa serie de grabados del Apocalipsis, entallada en xilografía sobre planchas de boj. Había vuelto de su primer viaje a Italia, lo que se nota en el estilo de este cuadro: se observa influencia de la escuela veneciana y lombarda, en particular, de Giovanni Bellini.
Prácticamente nada se sabe de la historia de este Autorretrato antes de 1636, cuando fue entregado por el ayuntamiento de Núremberg al conde de Arundel como regalo para Carlos I de Inglaterra, junto con un retrato del padre del artista a los 70 años de edad (National Gallery de Londres), cuya autoría dureriana se ha discutido y que ahora se considera copia de un original perdido. En 1645 el grabador Wenzel Hollar publicó en Amberes un grabado del Autorretrato al aguafuerte; esta estampación muestra la efigie en posición invertida ya que Hollar la grabó tal cual en la matriz.
Cuando Carlos I fue juzgado y decapitado en 1649, sus bienes se vendieron en almoneda y el autorretrato de Durero fue adquirido (junto con el retrato de su padre) por David Murray, sastre del difunto rey. El embajador español en Londres, Alonso de Cárdenas, compró a Murray el autorretrato por encargo del noble y coleccionista Luis de Haro, quien a su vez se lo regaló al rey Felipe IV en 1654. El cuadro permaneció en la colección real española hasta su ingreso en 1827 en el Museo del Prado, inaugurado ocho años antes.
Una copia poco conocida, y de calidad bastante buena, se conserva en la Galería de los Uffizi de Florencia .

### Muñeco dePlaymobil
Este autorretrato de Durero es, tal vez, la pintura del artista más popular en todo el mundo. Prueba de ello es que la marca multinacional juguetera Playmobil puso a la venta, en 2011, un click (muñeco) caracterizado como el pintor autorretratándose en el cuadro del Prado. Esta figurita  fue creada por sugerencia de la Oficina de Turismo de Núremberg, ciudad natal de Durero, en cuyas afueras se enclava un parque temático de Playmobil. El muñeco de Durero se sigue vendiendo como souvenir en varios museos, tanto alemanes como españoles, y de hecho en 2018 se convirtió en un superventas en el Prado, con 38.500 unidades vendidas .

## Análisis del cuadro

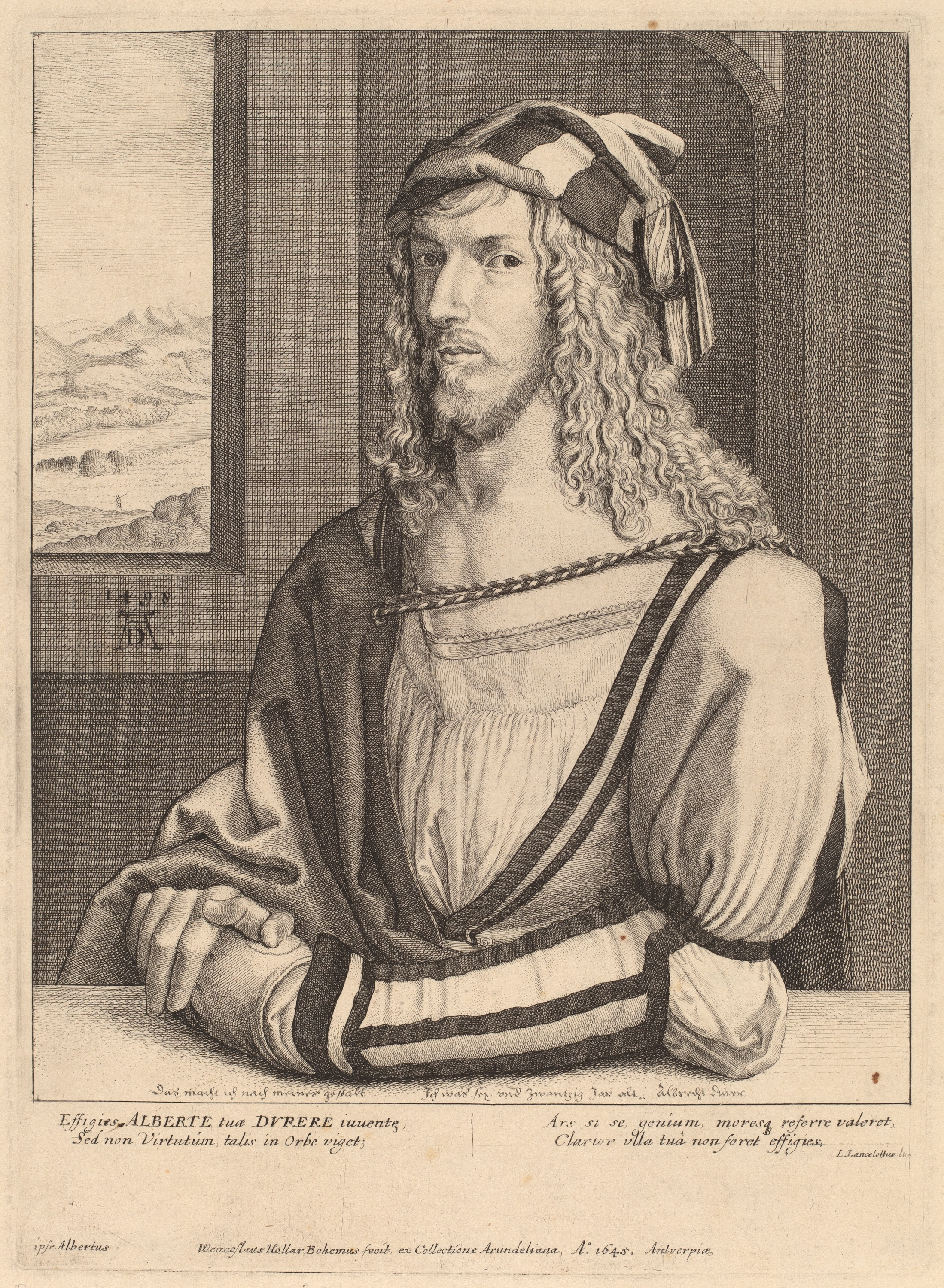
Grabado del cuadro, realizado por Wenzel Hollar (ejemplar perteneciente a la National Gallery of Art de Washington). Como es habitual, muestra la imagen invertida.

Durero se representa como un gentilhombre de la nobleza, vigoroso y joven, con una altivez casi arrogante. Está vestido elegantemente, muy escotado, con el cabello y la barba muy cuidados, anticipando en cierta manera los retratos de Bartolommeo Veneto. El atuendo no es sólo reflejo de una personalidad refinada, sino que también patentiza el bienestar económico del artista; la cenefa del escote parece bordada con hilo de oro y los guantes de piel gris (de cabritilla) eran un artículo de lujo en aquella época. Ningún artista medieval se representó a sí mismo con tal elegancia.
De esta forma se expresa la idea de Durero de enaltecerse, pretendiendo ser algo más que un mero artesano, dado que en aquel tiempo, los artistas tenían una imagen poco estimada al ser tenidos por simples artesanos. Durero quería hacer ver al mundo que el artista era un oficio con contenido intelectual y nada despreciable, que merecía destacar sobre los oficios manuales a los que era equiparado, como los de ebanista, zapatero, sastre, etc.
Aun cuando Durero pinta toda su ropa fina y muy detallada, su rostro no está idealizado: tiene los párpados ligeramente caídos y prominente nariz. Durero se pintó tal cual era. Aun así, su cabello parece dorado y brilla; un acercamiento a éste nos revela que está pintado con extremo detallismo y maestría, como si hubiera sido pintado cabello por cabello. La ventana al fondo es un elemento que estaba de moda en los retratos venecianos de aquellos tiempos.
Al fondo, debajo del marco de la ventana se muestra una inscripción que dice: "1498. Lo pinté a mi propia imagen. Tengo 26 años."
Debajo de esto se muestra su firma y el monograma que caracteriza varias de sus obras: una A y una D debajo de esta.
A través de la ventana, se vislumbra un paisaje. Esta integración del retrato en un espacio que le sirve de marco es de clara influencia italiana.

## Los autorretratos de Durero
Durero fue el primer pintor occidental que se representó a sí mismo en varios autorretratos, a lo largo de su vida. Gracias a ellos, se puede ver la evolución humana del artista. Precisamente la obra suya más antigua que se conserva es un autorretrato dibujado a punta de plata, que es un material que no permite rectificaciones. Lo hizo en el año 1484, cuando tenía 13 años. Se conserva en el museo Albertina de Viena, junto a más de un centenar de dibujos y acuarelas del autor como La liebre.

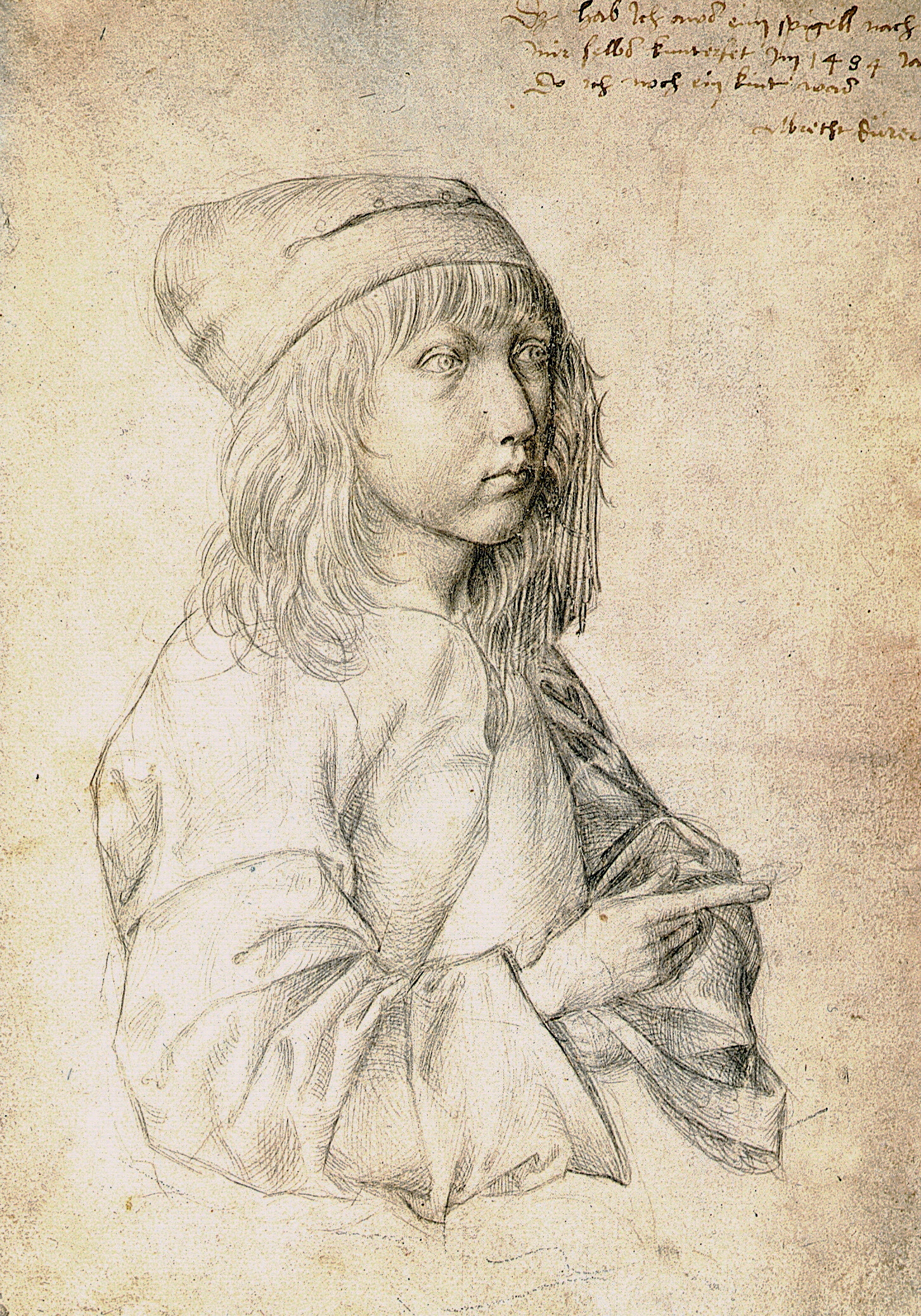
Autorretrato a los 13 años, Albertina, 1484
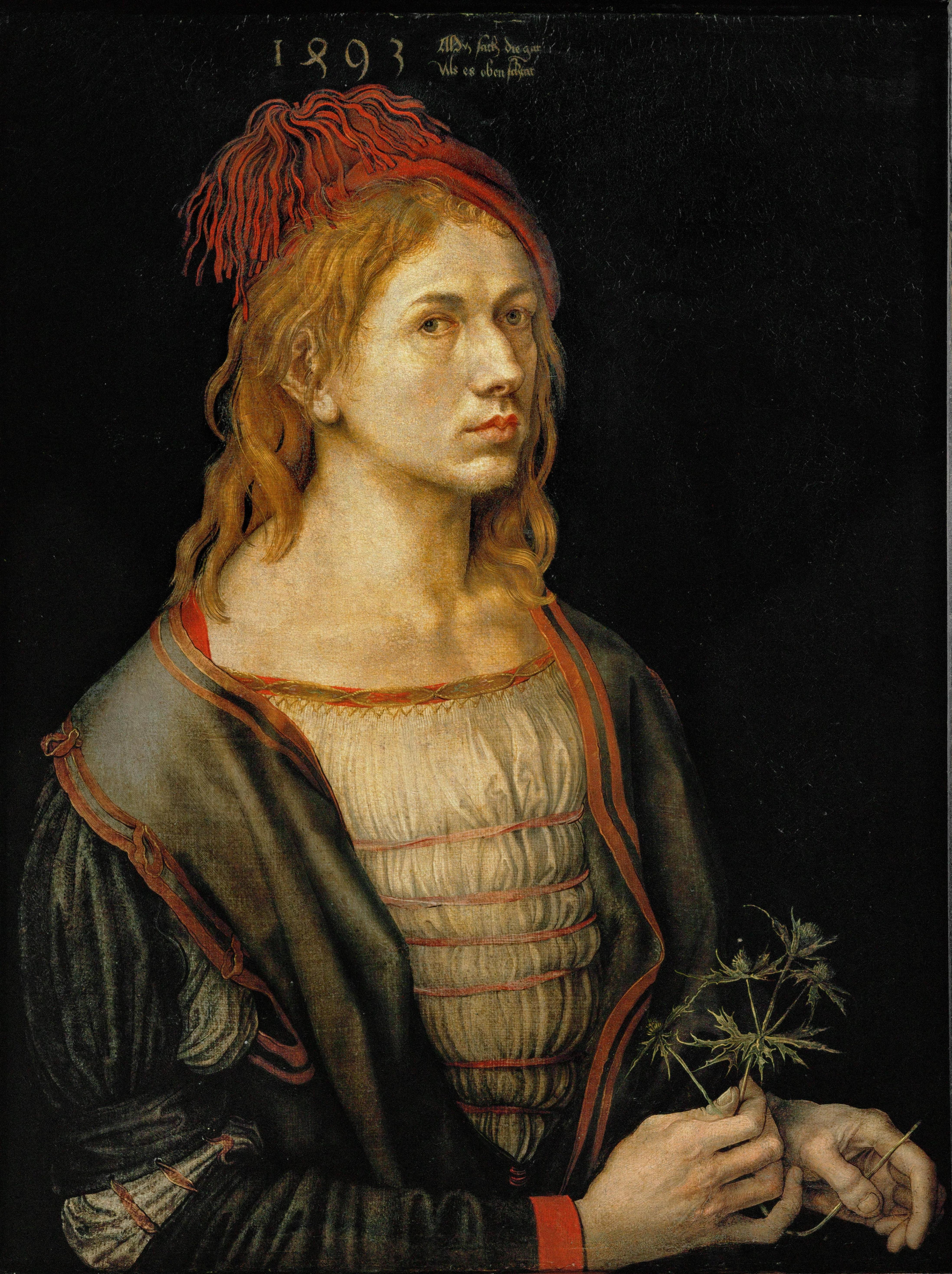
Autorretrato del Louvre, 1493
Autorretrato del Museo del Prado, 1498
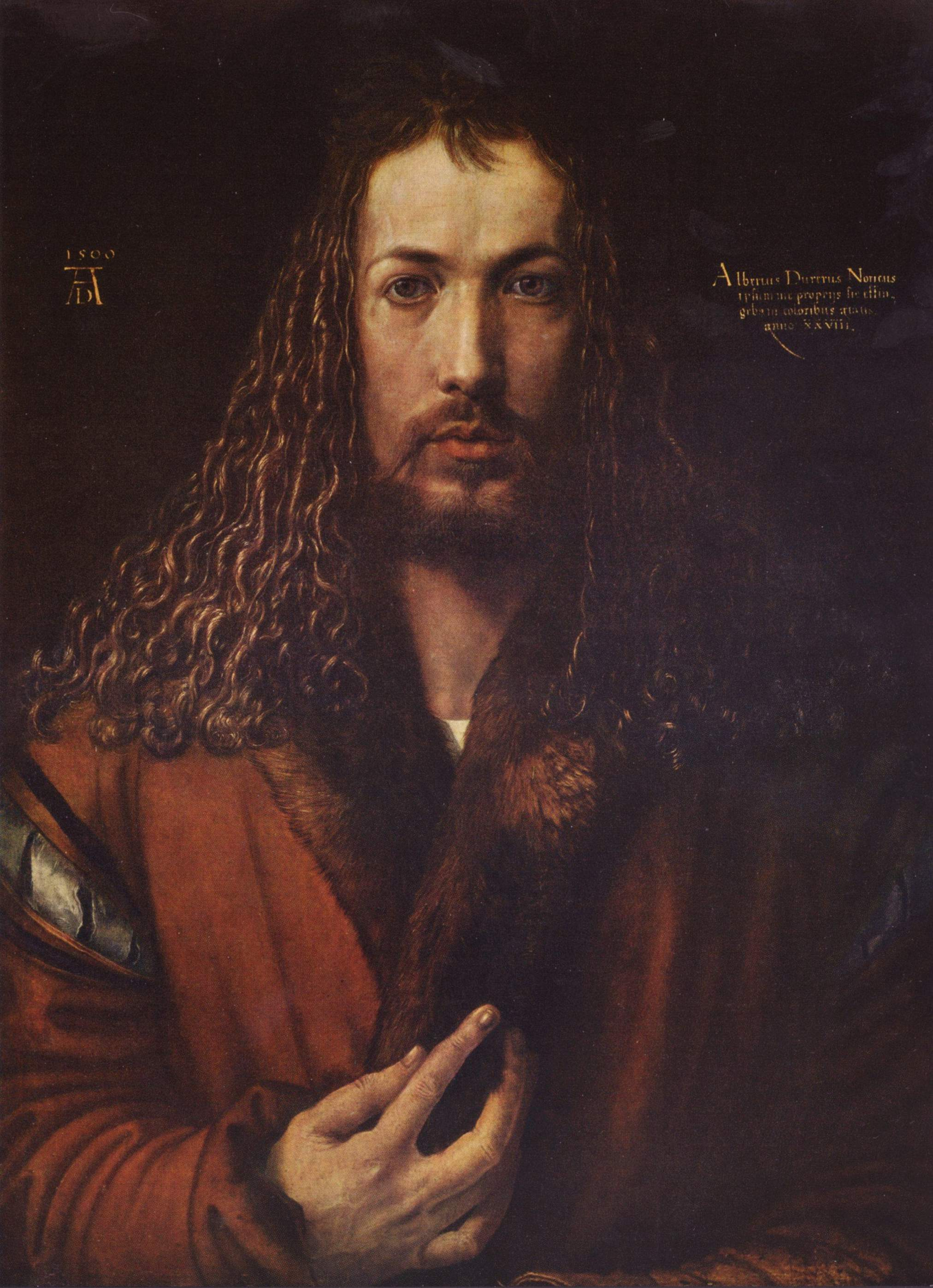
Autorretrato de Múnich, 1500

En 1493 pintó el Autorretrato que se conserva en el Museo del Louvre, realizado sobre pergamino después pegado sobre lienzo, con las siguientes dimensiones: 57 × 45 cm. Aparece imberbe, adolescente, con una ramita de cardo en las manos, símbolo del sufrimiento de Cristo. El autorretrato de 1493 muestra a un Durero mucho más joven, de 22 años. A juzgar por su peinado y apariencia, parece que el momento que transcurría era de una pobreza relativa. Es una 

Obra maestra de introspección aguda, análisis lúcido y sin pasión por su propio genio: “Mi destino progresará según el Orden Supremo”, inscribe él mismo sobre su cabeza. (B. Zumthor)

En 1500, dos años después del Autorretrato del Prado, pinta el Autorretrato que se conserva en la Alte Pinakothek de  Múnich, de 67 × 49 cm. En este se le ve frontalmente, vestido de pelliza, con largos cabellos y una expresión seria y serena, recordando un “Ecce homo”. Si alguien que lo viese no supiera que lo hizo Durero, pensaría que es Cristo, con los cabellos dorados enmarcando un rostro alargado y sereno, recordando la iconografía de Jesucristo. Este autorretrato 

Es más inquietante y su misterio no se aclarará probablemente jamás. Durero se representa frontalmente como una especie de Cristo surgido de las tinieblas, en un despojamiento monumental, con largas tranzas doradas que provocaban el sarcasmo de los venecianos. ¿Identificación del genio del artista con el genio creador divino, profesión de fe en el clasicismo del Renacimiento, monumento idealizado de su propia gloria? El problema sigue sin ser resuelto. (B. Zumthor)